# توماس كيرلي
توماس كيرلي (بالإنجليزية: Thomas Curley)‏ هو مهندس الصوت أمريكي، ولد في 16 مايو 1976 في تروي في الولايات المتحدة.

## وصلات خارجية
- توماس كيرلي على موقع IMDb (الإنجليزية)
- توماس كيرلي على موقع قاعدة بيانات الفيلم (الإنجليزية)